# 雉子神社
雉子神社（きじじんじゃ）は、東京都品川区東五反田にある神社。

## 由緒
創建は文明年間（1469年〜1487年）と言われている。村民の霊夢により大鳥明神を祀っていた。江戸時代に入り、慶長年間になり三代将軍・徳川家光が鷹狩りに来た時、一羽の白雉が社地に飛び入ったのを稀なめでたいしるしとして、家光から「以後雉子宮と称すべし」との言葉があり、「雉子ノ宮」と改称した。そして江戸社寺名所にその名を連ねた。明治維新の際に雉子神社と改められる。明治時代以前は隣接してある宝塔寺が別当寺であった。1910年（明治43年）に上大崎村にあった三島神社を合祀して現在に至っている。

## 祭神
- 日本武尊（やまとたけるのみこと）
- 天手力雄命（あめのたぢからおのみこと）
- 大山祇命（おおやまつみのみこと）

## 境内社
- 三柱神社（祭神：大国主命、倉稲魂命、埴山姫命）

## アクセス
- 山手線・都営浅草線・東急池上線・五反田駅より徒歩5分
- 拝観は無料。